# Gustav Gunsenheimer
Gustav Gunsenheimer (* 10. März 1934 in Kunzendorf an der Biele, Landkreis Glatz, Provinz Niederschlesien) ist ein deutscher Kirchenmusiker und Komponist.

## Biographie
Gunsenheimer wirkte als Lehrer und Kirchenmusiker in Schweinfurt. Er komponierte Kantaten, Motetten, Bläsersätze, Orgelwerke und Orchesterwerke. Er wurde für seine Leistungen 1983 mit dem Titel eines Kirchenmusikdirektors ausgezeichnet. 
Gustav Gunsenheimer hatte bei seinen Kompositionen auch die musikalische Arbeit mit Posaunenchören vor Augen und leitete selbst Posaunenchöre.
Am 12. Dezember 1989 folgte die Verleihung des Bundesverdienstkreuzes am Bande. Bis zu seiner Verabschiedung in den Ruhestand am 29. November 2015 wirkte er als Kantor an der St.-Lukas-Kirche in Schweinfurt.

## Kompositionen
- Auf meinen lieben Gott: Choralbearbeitungen für Orgel/Cembalo
- Lobe den Herren: Suite für Sopran-Blockflöte und Orgel
- Drei Intraden für Blechbläser
- Benedicamus Domino: sechs europäische Weihnachtslieder in Originalsprache und deutscher Übersetzung; für gemischten Chor a cappella
- Vater unser: für 4-stimmigen Männerchor a cappella
- Die Versuchung Jesu, Evangelienmotette (1968)
- Christ ist erstanden für Trompete und Orgel. Möseler, Wolfenbüttel 1983
- Lob, Ehr’ und Preis: Partita für Bläser (Orgel ad lib.) in 4 Sätzen zu Nun danket alle Gott
- Romanische Suite: Sechs Sätze für Gitarre, erschienen im Verlag Vogt & Fritz, Schweinfurt VF 303
- Sonate Nr. 1 für Altblockflöte (Querflöte) und Cembalo/Gitarre oder Concertino für Altblockflöte (Querflöte) und Zupforchester, erschienen im Verlag Vogt & Fritz, Schweinfurt VF 1001
- Sonate Nr. 2 für Soloinstrument/Continuo, erschienen im Verlag Vogt & Fritz, Schweinfurt VF 1010
- Sonatine für Orgel
- Der Sonnengesang des Franz von Assisi